# Toompea
Toompea (dal tedesco Domberg, "collina della cattedrale") è una collina calcarea nella parte centrale della città di Tallinn. La collina è un altopiano oblungo, che misura circa 400 per 250 metri, ha una superficie di circa 7 ettari ed è di circa 20-30 metri più elevato rispetto alle aree circostanti. Nel folklore il colle è conosciuto come il tumulo sopra la tomba di Kalev, eretto in sua memoria dalla moglie in lutto.
La storia di Toompea è strettamente legata a quella dei governanti e del potere in Estonia. Oggi è il centro del governo dell'Estonia, che risiede nella Casa Stenbock, e del Riigikogu (parlamento), parlando dei quali spesso ci si riferisce a Toompea. Il Riigikogu ha sede nel castello di Toompea, situato nell'angolo sud-occidentale della collina e sormontato dalla torre Pikk Hermann. La bandiera posta sulla sommità della torre è uno dei più noti simboli, in Estonia, del potere e dell'indipendenza del parlamento estone.
Toompea è parte della Città vecchia di Tallinn dichiarata patrimonio dell'umanità dall'UNESCO.

## Geologia e topografia

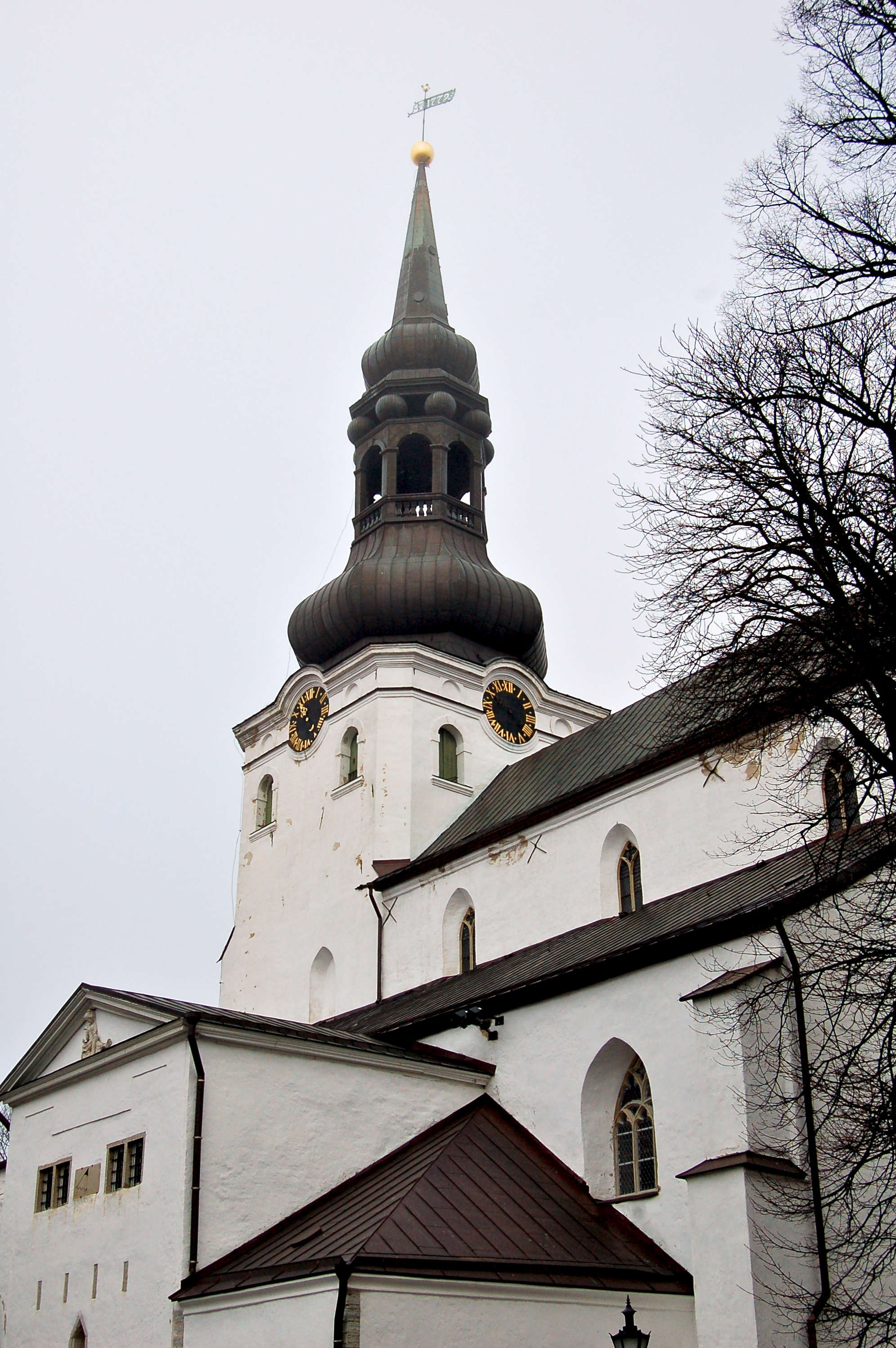
Toompea deve il suo nome alla cattedrale ToomKiriik.

Geologicamente Toompea è associata al klint nord estone (a sua volta una sottosezione del Klint baltico). Una distinta isola klint, Toompea si trova a circa 1,5 km a nordovest dell'altopiano calcareo del nord estone. L'altopiano e Toompea sono collegati da un costone di arenaria leggermente inclinato. Da est, nord e ovest Toompea è delimitata, per 1,5 km, da una scogliera con un'altezza massima di 25 m. Il versante meridionale della collina scende più dolcemente. Lo strato superiore della collina è costituito da calcare ordoviciano (spesso circa 5 m), che è anche la roccia principale a vista della rupe. Tuttavia, la maggior parte della scogliera è stata nascosta dietro un muro di protezione e solo alcuni affioramenti sono rimasti scoperti.
Toompea apparve inizialmente come un'isola emersa dal lago ghiacciato baltico circa 10.000 anni fa. Grazie alla costante risistemazione isostatica post glaciale divenne collegata alla terraferma durante i primi tempi della formazione del Mar Littorina. Intorno al 5.000 a.C. il mare raggiungeva ancora i piedi della scogliera. La costa, ai giorni nostri, si trova a una distanza di più di 1 km da Toompea e la collina si eleva di circa 17–20 m sul livello del mare.

## Mitologia
Nella mitologia estone, Toompea è nota come il tumulo sulla tomba di Kalev, eretto da sua moglie Linda, come descritto nel poema epico nazionale Kalevipoeg: 
(Traduzione inglese di W.F. Kirby, 1895)

## Storia

### Antichità
La prima roccaforte si pensa sia stata costruita sulla collina intorno al X o XI secolo da parte dei residenti dell'antica contea estone di Revala. Nella tarda età del Ferro l'insediamento fortificato non aveva probabilmente abitanti permanenti, ma era piuttosto utilizzato stagionalmente per proteggere il porto e il mercato adiacente. La posizione esatta della roccaforte non è nota, ma si presume che occupava solo una piccola porzione di Toompea, ovvero il punto più alto, un poco a sud-est dell'attuale Cattedrale ToomKirik o il termine nord della collina. Le prime testimonianze archeologiche sulla forma della collina risalgono principalmente alla seconda metà del XII secolo e alla prima metà del XIII. Piccole quantità di antichi reperti fanno propendere per la tesi che la fortezza sarebbe stata costruita già durante l'epoca vichinga.

### Medioevo

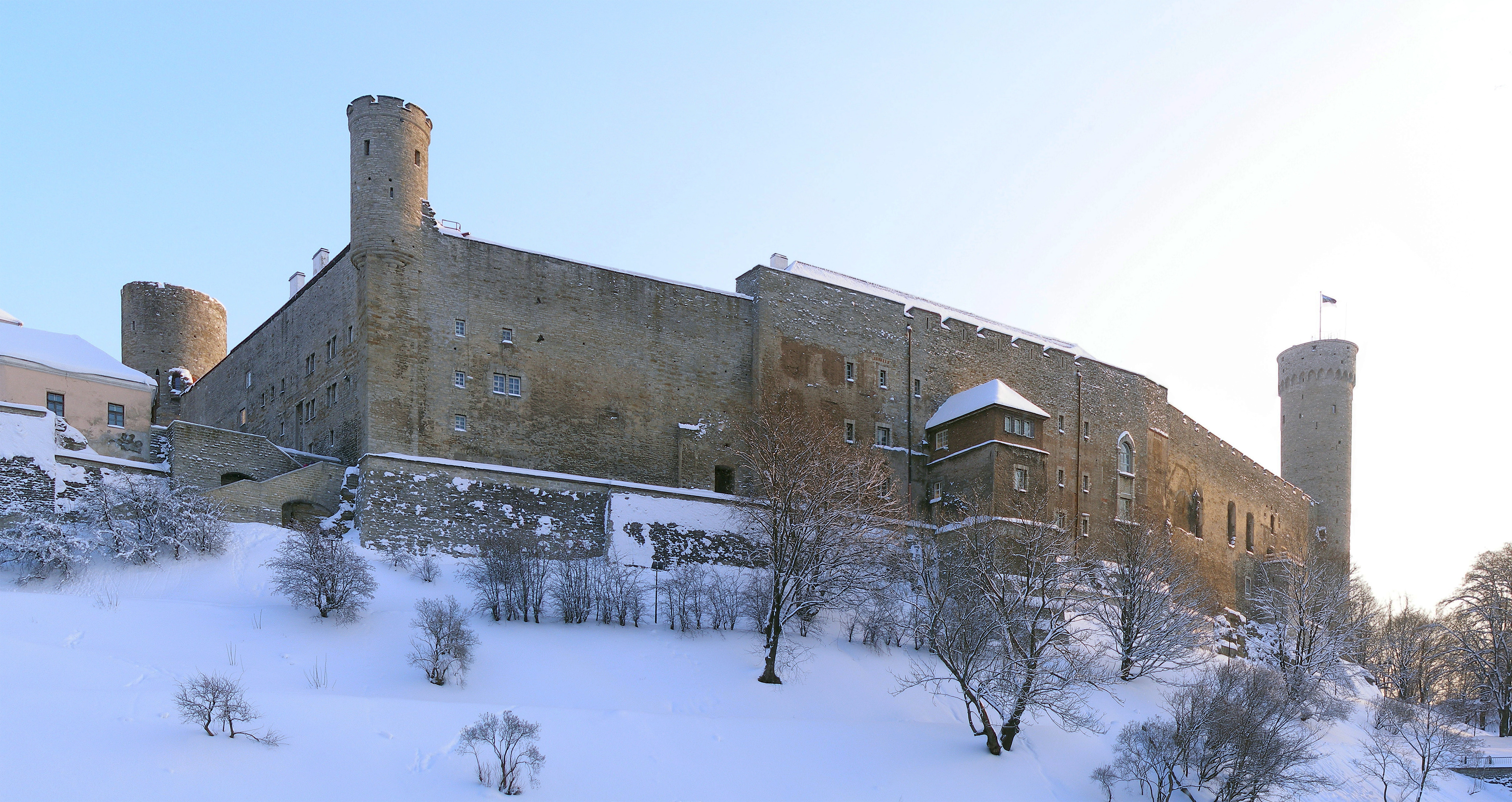
Il Castello di Toompea

Il forte è menzionato nelle Cronache di Enrico di Livonia, della Crociata livoniana, con il nome di Lindanise. Come parte della crociata, nell'estate del 1219 il re di Danimarca Valdemaro II di Danimarca lanciò un attacco contro Tallinn. La sua crociata conquistò la fortezza deserta e nella stessa estate iniziò la costruzione di un nuovo castello, in seguito denominato Castrum Danorum. Dopo la Battaglia di Lyndanisse, che fu combattuta nei pressi del castello e portò alla vittoria danese sugli estoni, venne costruita una cattedrale sulla collina, anche se non era probabilmente ubicata nello stesso luogo di quella odierna.
Nell'estate del 1227 il castello di Toompea venne conquistato dai Fratelli della Spada, che subito dopo la conquista iniziarono a fortificare la collina. L'altopiano venne diviso in tre parti: il Castello piccolo, il Castello Grande e gli esterni (parte più meridionale del pianoro di fronte ai due castelli). La prima pietra del Castello dell'Ordine (Castello piccolo) venne posta nell'angolo sud-occidentale del pianoro intorno al 1227-1229. Il castello originale aveva all'incirca la stessa forma delle espansioni successive del castello, ma era leggermente più piccolo. Il castello venne restituito alla Danimarca dopo il Trattato di Stensby nel 1238 e rimase in suo possesso (insieme al resto del nord Estonia - vedi Estonia danese) per i successivi 138 anni. Nel 1240 venne completata la costruzione della cattedrale nel luogo in cui si trova oggi. Nella seconda metà del XIII secolo Toompea (Castello Grande) era circondata da un muro perimetrale della collina, costruito principalmente dal vassallo che possedeva il maniero.

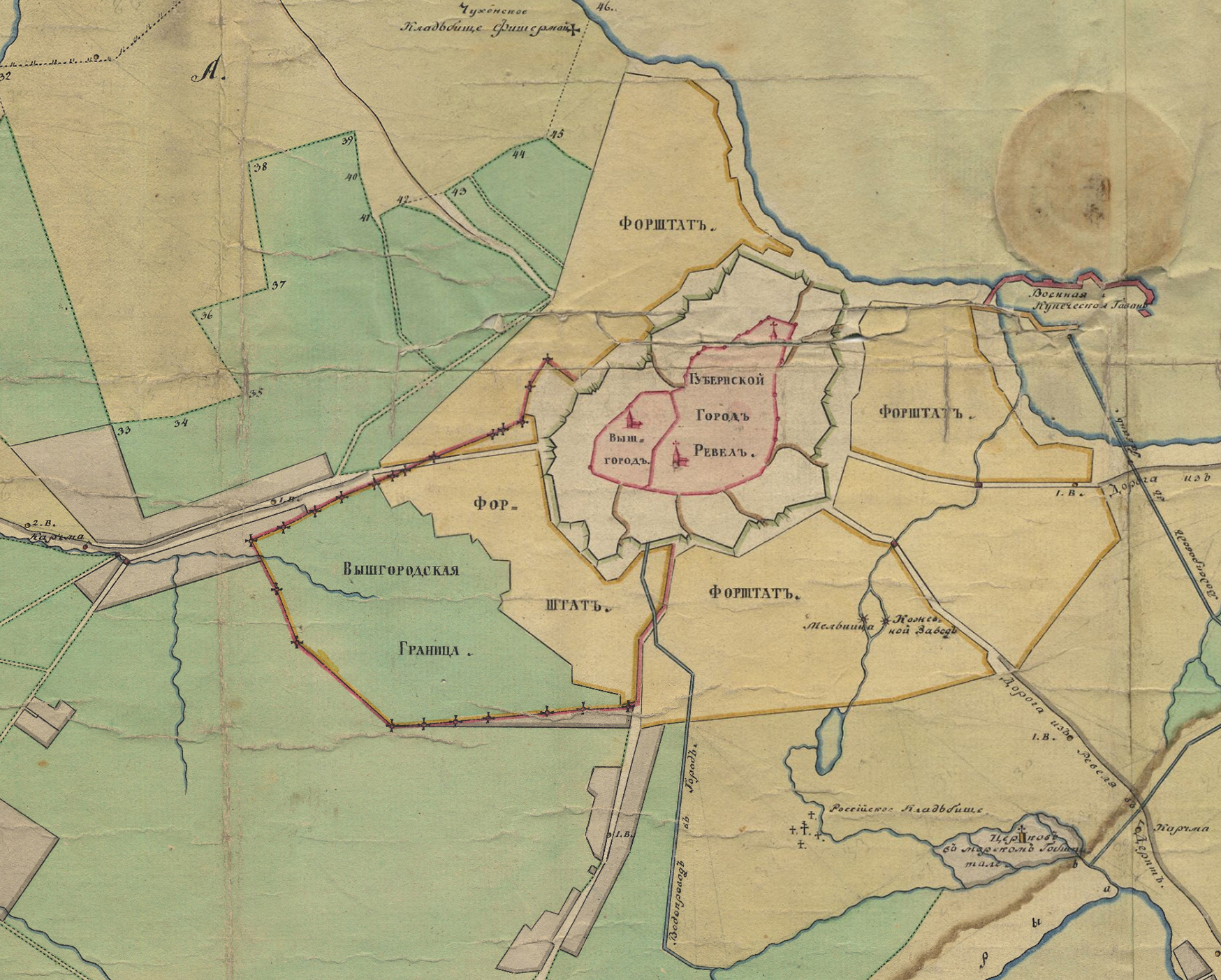
Mappa degli inizi del XIX secolo mostrante il confine tra i territori di Toompea e la Città Bassa.

A partire da quel periodo Toompea iniziò a svilupparsi come centro provinciale di autorità, clero e nobiltà nel nord dell'Estonia. La maggior parte dei vassalli di Toompea la scelsero come loro residenza - che vivere nelle loro proprietà nelle campagne conquistate era ritenuto troppo pericoloso. Così entro la fine del XIII secolo il Castello Grande era densamente popolato. La distinzione tra Toompea e la Città Bassa (Tallinn) andò formandosi al momento che Tallinn guadagnò una propria amministrazione, almeno nel 1248, quando il re di Danimarca Eric IV concesse alla città il diritto di Lubecca, ma forse anche prima. Nel 1265 la Città Bassa venne resa libera dal potere del castellano e nel 1288 i comandanti del castello persero anche il potere giudiziario sui suoi cittadini.
Lavori di costruzione e di espansione sui due castelli continuarono nei secoli successivi. Nella prima metà del XIV secolo la parete sud del Castello Grande venne rinnovata ed il suo fossato venne congiunto con il fossato orientale del Castello Piccolo. In questo modo venne costituito il cortile esterno dei castelli, dopo che i loro lati sud e sud-est erano stati circondati da un muro. Il castello nel suo complesso aveva due uscite: quella più importante era la porta meridionale del cortile esterno, attraverso la quale si accedeva alla strada che portava alla Tõnismägi. La seconda era la porta ad oriente, che collegava Toompea con la Città Bassa con la Lunga gamba (strada di collegamento fra città bassa e Castello).

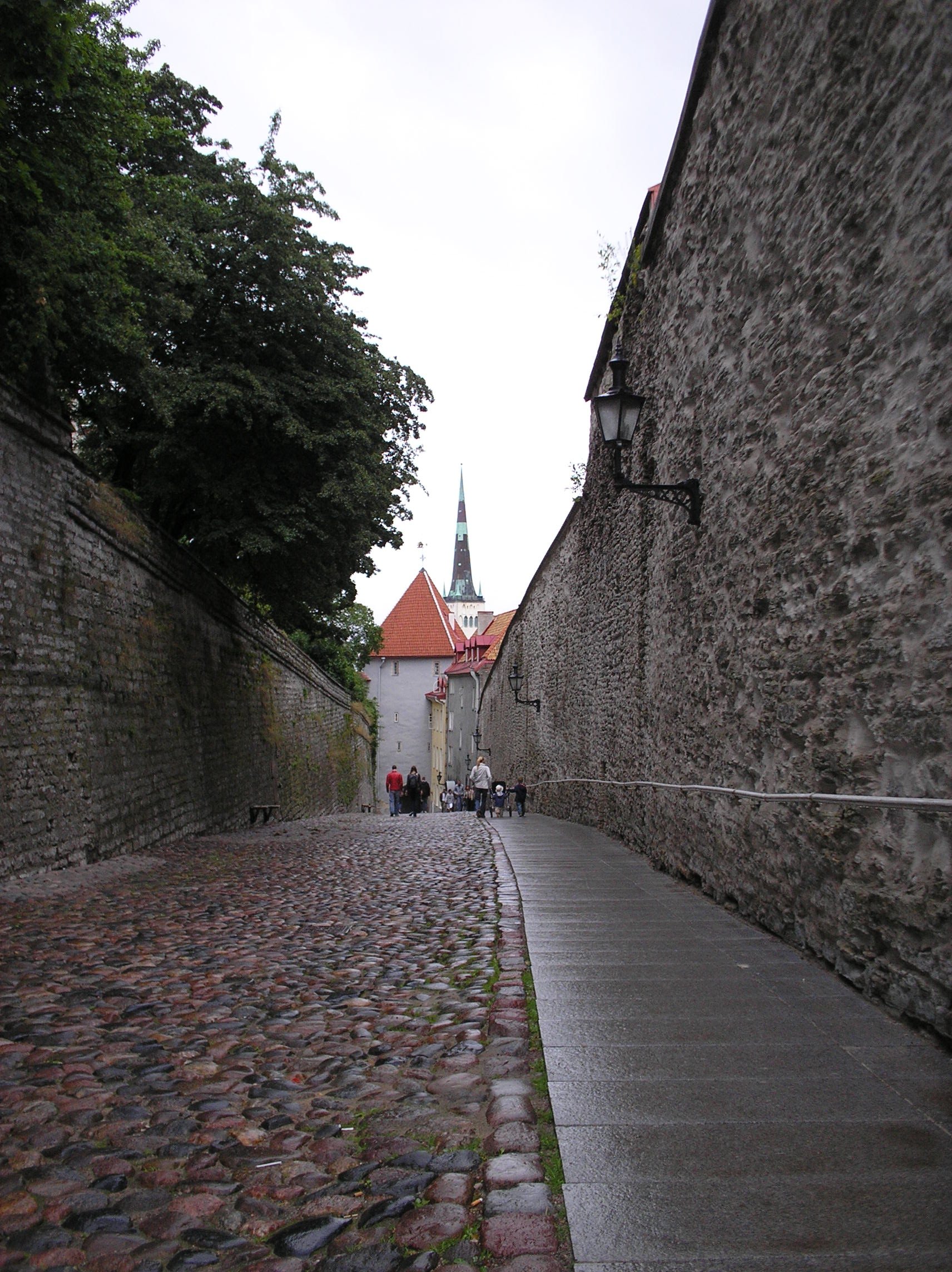
La Lunga gamba, la strada principale che collega Toompea alla Città Bassa

All'indomani della Rivolta della notte di San Giorgio, nel 1346, la Danimarca vendette i suoi possedimenti nel nord Estonia che passarono per i successivi 215 anni sotto il dominio dell'Ordine di Livonia. Tallinn (città bassa), che era ancora sottoposta ai diritti di Lubecca e solo nominalmente dipendeva dal sistema feudale, venne trasformata in una fiorente città anseatica, mentre Toompea rimase politicamente e socialmente antitetica alla Città Bassa. La delimitazione dei territori di Toompea e Tallinn venne fissata da un accordo del 1348, quando 220 ettari del territorio della città vennero assegnati a Toompea. Quella zona, situata a sud-ovest della collina e dove vennero successivamente costruiti i sobborghi di Vorstadt) di Toompea, Tõnismäe, Kassisaba e Kelmiküla, è stata chiamata "Dome territorio" fino al XX secolo.
Poco dopo essere tornato a Toompea, l'Ordine iniziò ad espandere il castello - l'intero Castello dell'Ordine (in tedesco Ordensburg) è stato ampliato e trasformato nel più importante centro dei suoi regni del nord, un simbolo della loro potenza militare e politica. Vennero costruite delle nuove mura esterne più alte e i fossati vennero ampliati e resi più profondi. La prima parte della torre Pikk Hermann, posta in cima alla castello di Toompea, venne completata nel 1371. La Pikk Hermann fu la prima torre di Tallinn per la difesa della città all'epoca delle armi da fuoco. Più tardi, nel XVI secolo, la torre fu ricostruita più alta rispetto all'altezza originaria di 35 m. Il muro del Castello Grande venne fortificato con nuove torri: in tutto 14 torri di difesa (tra cui una torre d'ingresso di nome Torre dell'Orologio - unica porta di entrata e uscita) che erano state costruite lungo le mura già alla fine del XIV secolo.

### Dominio svedese e russo

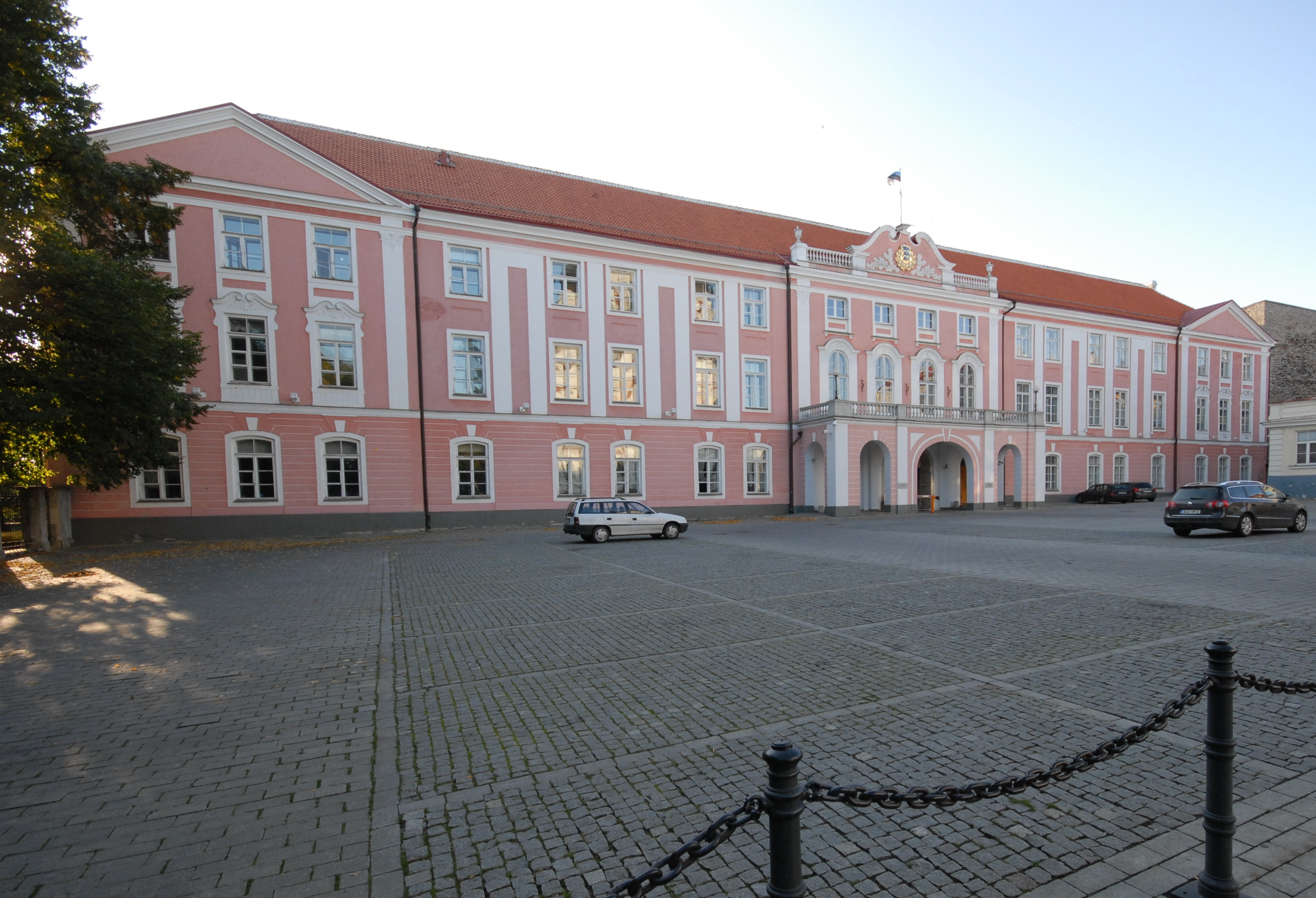
Palazzo di Toompea, costruito fra il 1767-1773 al posto dell'ala orientale del castello

L'Impero svedese conquistò il nord dell'Estonia durante la Guerra di Livonia, nel 1561, e la tenne fino alla grande guerra del Nord, quando Tallinn venne conquistata dalla Russia nel 1710. Quando Tallinn capitolò ad Eric XIV di Svezia nel 1561, il re decise di non cambiare lo status quo delle relazioni fra Toompea e la Città Bassa. Toompea, come entità separata (Dom zu Reval) sotto amministrazione diretta fu capace di mantenere un importante numero di diritti e privilegi, l'ultimo dei quali rimase fino al 1889. Toompea venne raggruppata a Tallinn (Città Bassa) nel tardo 1878, durante il periodo della Russificazione, quando le leggi che governavano le due città vennero sostituite da quelle russe. Le due parti della città erano state roiunite in un breve periodo nel 1785-1796. e poi definitivamente, in un unico distretto, nel 1805. Comunque, delle leggi particolari vennero tenute in vigore per Toompea fino al 1944.
Toompea, nel 1684, subì l'incendio più devastante della sua storia. Era stata colpita da precedenti incendi nel 1288, 1433, 1553 e 1581, ma il fuoco del 1684 fu molto più ampio, distruggendo la maggior parte degli edifici del Castello Grande, tra cui l'antica Cattedrale o Duomo di Toompea. Il Castello Piccolo riuscì a scampare al fuoco rimanendo pressoché intatto. Gli incendi sono una delle cause per cui Toompea ha un aspetto architettonico diverso e più recente rispetto alla Città Bassa.
Alla fine del XVII secolo vennero realizzati diversi progetti per rafforzare le fortificazioni di Toompea e Tallinn con sbancamenti e la costruzione di bastioni. Anche se un progetto di Erik Dahlbergh venne approvato nel 1686, la costruzione fu lenta a causa di difficoltà finanziarie e per l'inizio della Grande guerra del Nord. Solo due bastioni erano stati completati intorno a Toompea come da progetto - il bastione svedese e quello Ingermanland, entrambi a protezione del lato sud.

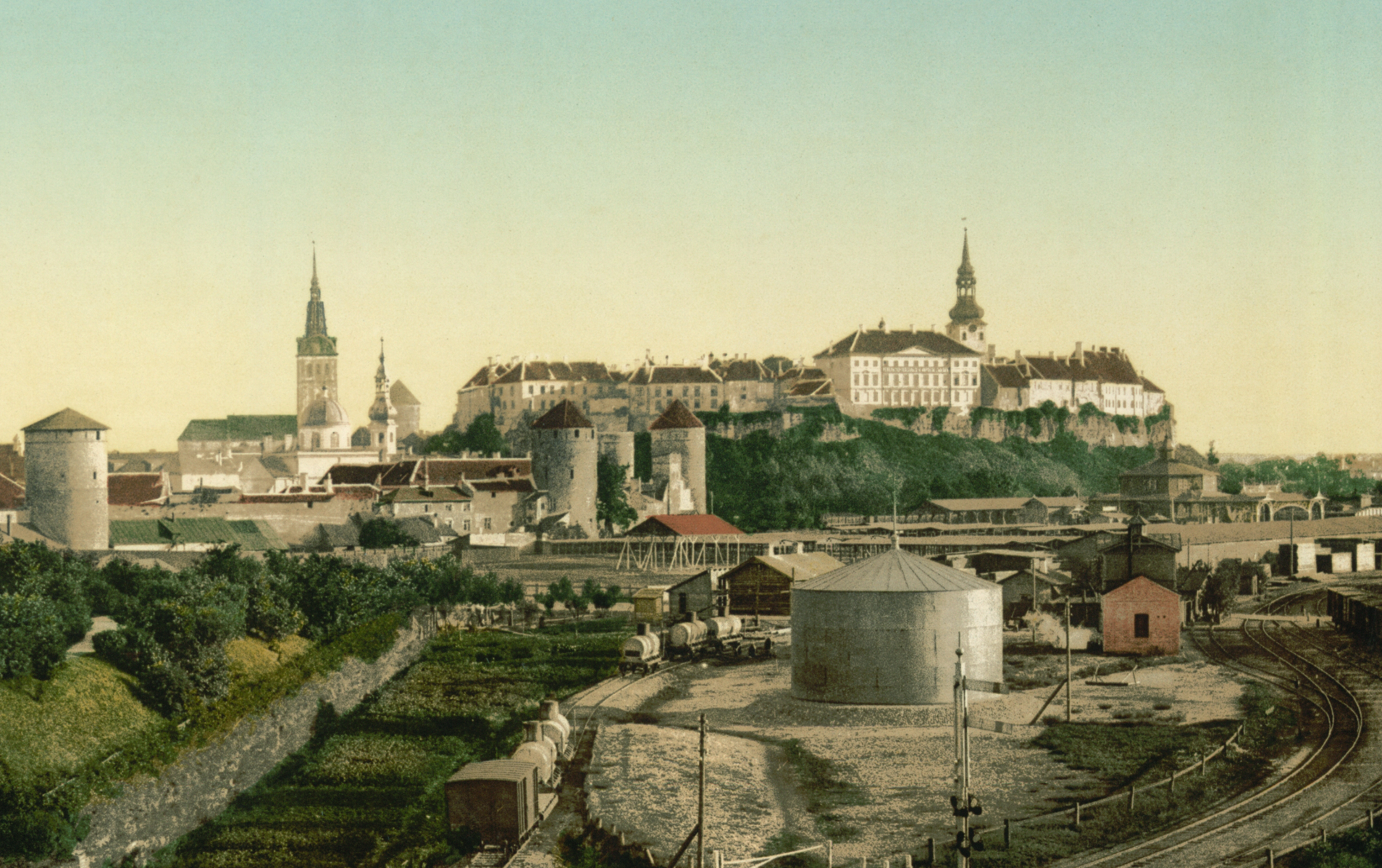
Vista di Toompea da nord alla fine del XIX secolo

Dopo la Grande guerra del Nord e la conquista dell'Estonia da parte dell'Impero russo, la prima metà del XVIII secolo fu un periodo di abbandono generale di Toompea e anche del castello, che cadde in disuso per diversi decenni. La situazione cambiò nella seconda metà del XVIII secolo: nel 1767-1773 l'ala est del castello venne completamente ricostruita divenendo un edificio amministrativo del Governatorato di Reval agli ordini di Caterina II. Per costruire l'edificio venne demolita la torre sud del castello (Stür den Kerl), vennero riempiti i fossati e sull'esterno del Castello costruita una piazza (Piazza del Castello, in lingua estone Lossi plats). L'edificio sembrava un palazzo nobiliare, cosa che fece acquisire al castello il nome: Palazzo Toompea. La Stenbock House, uno dei più importanti edifici del lato nord di Toompea, venne anch'esso costruito in questo periodo mentre gli appartamenti della corte vennero probabilmente completati nel 1792.

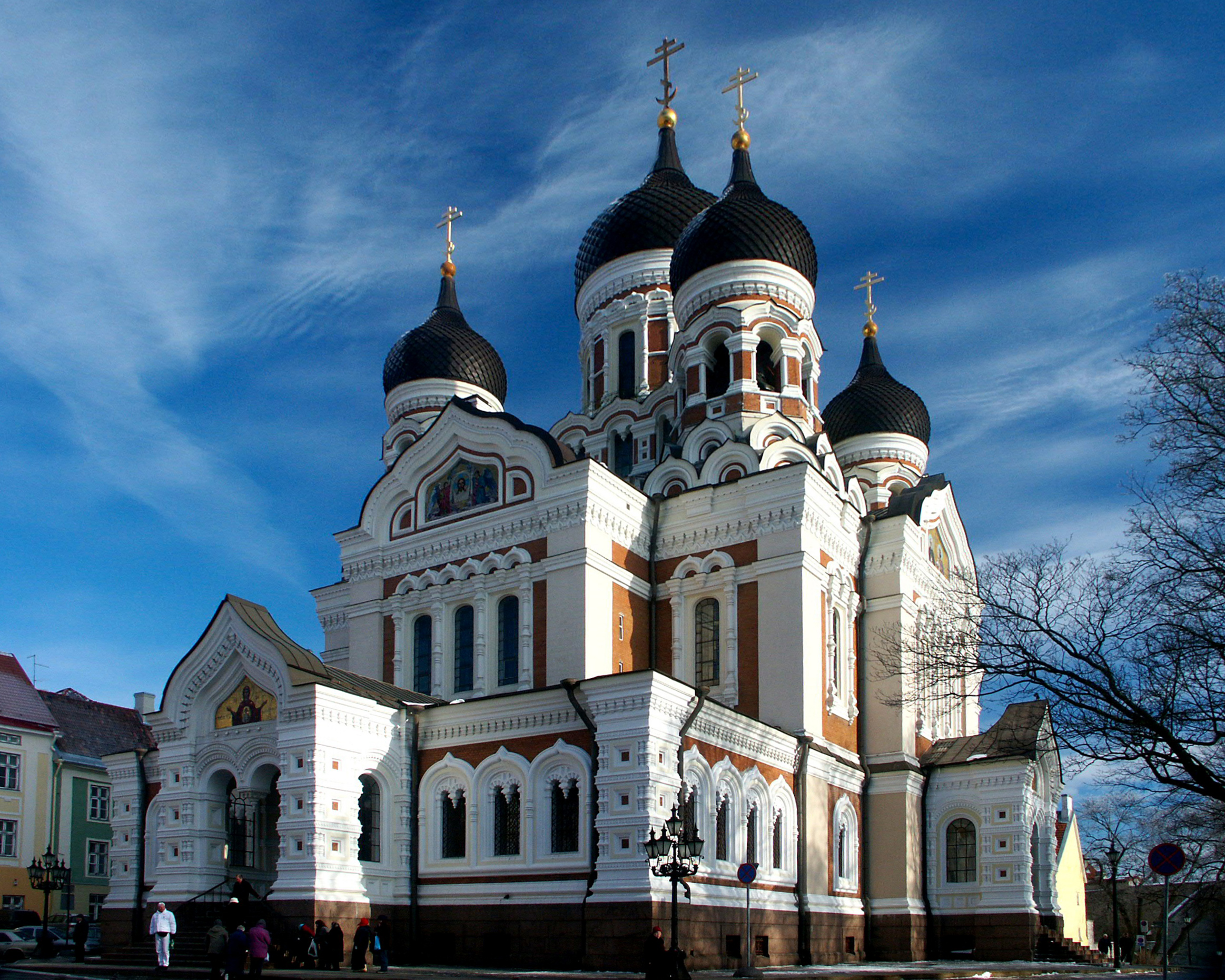
Cattedrale di Aleksandr Nevskij

Tallinn venne rimossa dalla lista delle città fortificate dell'Impero russo nel 1857. Ciò permise la costruzione di tre nuove strade all'estremità meridionale di Toompea, sulle strutture di difesa precedenti: la strada Falgi, costruita nel 1856-1857, che condice ad ovest dell'autostrada Paldiski, la strada Toompea (1860-1861) che condice a Tõnismägi e la via Komandandi che conduce ad est, vicino alla Porta di Harju, dove è oggi posta la Colonna della vittoria della guerra d'Indipendenza.
L'aspetto generale di Toompea è cambiato notevolmente con la costruzione della Cattedrale di Aleksandr Nevskij, in stile Revival russo e di culto ortodosso, costruita nel 1894-1900. La cattedrale, situata sulla Piazza del Castello di fronte al Palazzo Toompea, venne eretta durante il periodo di russificazione e imposta come simbolo dello stato zarista e del dominio russo. A causa alla sua posizione molto prominente ed allo stile russo immediatamente riconoscibile, la cattedrale ebbe subito l'opposizione di gran parte dei cittadini esto-finnici e già verso la fine degli anni 1920 e 1930, nell'indipendente Repubblica di Estonia, vi furono anche proposte per demolirla.
Nel 1903, quando vennero costruite le scale Patkuli vicino all'estremità settentrionale della collina, Toompea ottenne un nuovo accesso alla stazione centrale di Tallinn.

## Toompea oggi

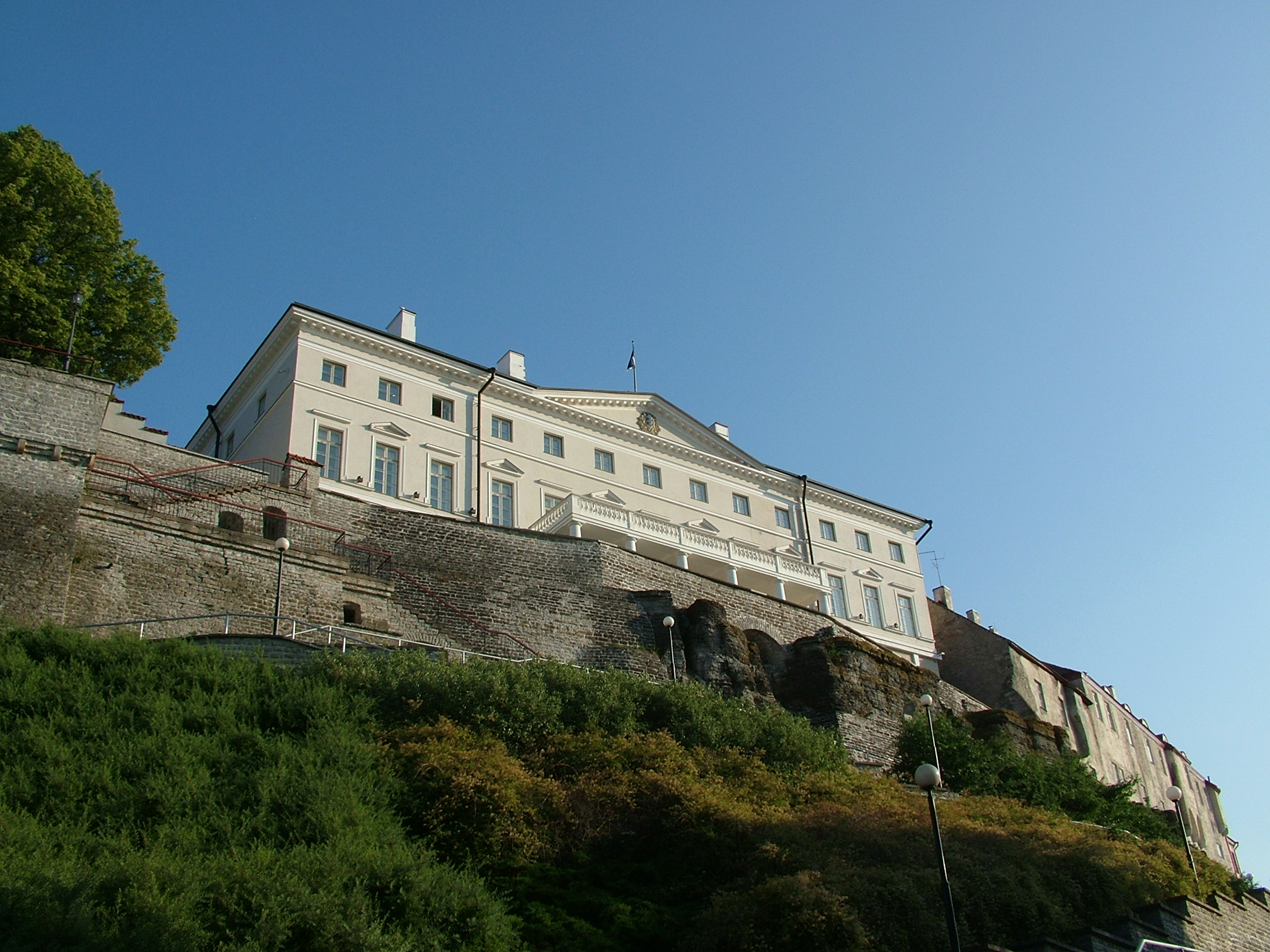
Casa Stenbock, sede del Governo estone

Il tante volte ricostruito Castello di Toompea - consistente del palazzo del governatore dell'epoca zarista, le mura e le torri della fortezza medievale, l'edificio del parlamento espressionista estone risalente al 1922, oltre a un paio di altri edifici - è oggi sede del Parlamento estone. La facciata classica del palazzo del governatore domina Lossi plats ("piazza del castello"), di fronte l'ortodossa Cattedrale di Aleksandr Nevskij lo accompagna. La cattedrale, oggi la chiesa principale della Chiesa ortodossa del Patriarcato di Mosca, è diventata meta turistica a causa del suo aspetto esotico, mentre il parere degli estoni su di essa è piuttosto ambiguo e non risulta essere molto amata dagli stessi. L'antica Cattedrale luterana (Toomkirik) da cui originò il nome Toompea, è sede Chiesa evangelica luterana estone ed mantenuto un aspetto medievale fra gli edifici di Toompea. La maggior parte degli edifici di Toompea datano dal XVIII al XIX secolo. Mentre il Castello Piccolo ha generalmente mantenuto le sue forme, nulla o soltanto pochi frammenti rimangono del Castello Grande.
Altri siti di notevole importanza a Toompea sono la sede del governo dell'Estonia (nota anche come "Stenbock House") e la costruzione del Cavalierato estone, che dai primi anni 1990 fino al 2005 ospitava il Museo estone d'arte e dal 2009 è temporaneamente utilizzata come sede dell'Accademia estone delle arti. L'Accademia estone delle scienze ha anch'essa sede a Toompea, nel palazzo Ungern-Sternberg (sede del locale centro culturale tedesco del periodo tra le due guerre).
Toompea è anche il luogo in cui sono ubicate diverse ambasciate straniere in Estonia, e in particolare quelle di Finlandia, Paesi Bassi, Portogallo, ed uffici dell'ambasciata del Canada.
Sulla collina esistono diversi belvedere, che offrono una bella visione sulla città di Tallinn ed è un posto privilegiato dai turisti.